# Abdessamad Ouhaki
 (janvier 2010).
Si vous disposez d'ouvrages ou d'articles de référence ou si vous connaissez des sites web de qualité traitant du thème abordé ici, merci de compléter l'article en donnant les références utiles à sa vérifiabilité et en les liant à la section « Notes et références ».
Abdessamad Ouhaki, né le 2 mai 1989, est un footballeur marocain qui joue actuellement à l'AS Salé au poste de milieu de terrain.
Abdessamad Ouhaki a été sacré champion du Maroc en 2009 avec le Raja Club Athletic.

## Carrière
- 2007-2012 :  Raja Club Athletic
- 2012- : Ajman Club[1]

## Palmarès
- Championnat du Maroc de football (1)
  - Champion en 2009, 2011,